# Введенская церковь (Краснодар)
Введенская церковь — православный храм, располагавшийся в городе Краснодар.

## История
На площади станицы Пашковская Кубанской области (ныне город Краснодар, ул. Кирова, Пашковский сквер) в разное время находились три храма. Первая деревянная церковь Введения Пресвятой Богородицы была построена в 1798 году. Её старостой в 1802 году был местный казак Тимофей Бойко, а первым священником был отец Иоанн Петрович Стринский
С ростом станицы и переселения в неё крестьян из Черниговской губернии возникла необходимость в новом храме. В 1825 году было подано в Святейший Синод ходатайство жителей станицы о благословении на строительства храма. Согласно синодальному указу Екатеринодарскому протоиерею Димитрию Груздеву было разрешено построить новую церковь. В 1828 году в станице была построена новая деревянная Введенская церковь. Священником в церкви служил отец Карп Гливенко. С 1854 года священником стал отец Иоанн Калайтан. В этом же году церковь была перебрана с заменой на каменный её фундамента.
В 1892 году деревянный Введенский храм был полностью разобран, а на его месте сооружен памятник с крестом. В 1906 году поблизости был заложен каменный храм в честь Введения Богородицы во храм. Проект храма выполнил архитектор А. П. Косякин из Екатеринодара. Началось и в 1909 году было закончено строительство нового храма. Новый храм был просторный, он вмещал до 3 тысяч прихожан, его придел был освящен во имя Иоанна Крестителя. Иконостас храма был выполнен из мрамора. К 1910 году приход храма насчитывал около 7000 верующих.
На территории храма работали мужская и женская церковно-приходских школы.
В 1936 году Введенский храм был снесен. Ныне на его месте находится сооруженный в 2004 году памятный крест и памятник казакам-героям сражений за Кубань.